# 冀南道 (明)
冀南道（きなん-どう）は、明代に設置された行政区分。
1522年（嘉靖元年）、明朝により冀南道が設置された。道治は潞安府に設置、下部に潞安府、沁州、沢州、遼州を管轄した。清朝が成立すると1665年（康熙4年）に冀寧道に編入された。　